# Daniele Di Nucci
Daniele Di Nucci, né le 22 mai 1981 à Formia, est un coureur cycliste italien.

## Palmarès

### Palmarès amateur
- 2003
  - Florence-Empoli
  - Gran Premio La Torre
  - Coppa Giulio Burci
  - Gran Premio Cementeria Fratelli Bagnoli
  - 3e étape du Tour des régions italiennes
  - Coppa Città di Asti
  - Trofeo di Autunno del Monte Pisano
  - 2e du Mémorial Daniele Angelini
- 2004
  - Gran Premio Sportivi Poggio alla Cavalla
  - Coppa Giulio Burci
  - 2e de la Coppa Caivano
- 2005
  - Florence-Empoli
  - Trofeo Caduti di Soprazocco
  - San Remo-Savona
  - Vicence-Bionde
  - Gran Premio Inda
  - Coppa Giulio Burci
  - Trofeo Aretina Pozzi
  - 3e de la Coppa Guinigi

### Palmarès professionnel
- 2006
  - 3e étape du Tour du Japon

## Classements mondiaux
| Année           | 2005 | 2006  |
| --------------- | ---- | ----- |
| UCI Europe Tour | 431e | 1162e |
| UCI Asia Tour   |      | 169e  |